# Exzisus
Exzisus (イグジーザス?, Igujīzasu) è uno shoot 'em up arcade a scorrimento orizzontale del 1987, sviluppato dalla Taito e pubblicato nel resto del mondo da TAD Corporation. Il protagonista è un robot gigante in grado di trasformarsi in una navicella spaziale e di farsi aiutare da animali robotici, nel tentativo di liberare quattro pianeti da un nemico meccanico.
Il titolo fu incluso nelle due raccolte retrogaming di Taito: Taito Memories II Joukan per PlayStation 2 solo in Giappone, e Taito Legends per PlayStation 2, Xbox e PC in Occidente.

## Modalità di gioco
Il giocatore controlla questo robot gigante in grado di camminare, volare, accovacciarsi, lanciare bombe dalla schiena e sparare con la sua pistola contemporaneamente. Raccogliendo gli oggetti contrassegnati con la lettera A lui può trasformarsi in una navicella spaziale, che aggiunge un punto vita alla salute (si dovrà subire un colpo in più prima di morire) e aumenta la velocità. Quando si sarà trasformato, perde tuttavia l'abilità di entrare a contatto con la superficie del pianeta, perché conterebbe come colpo subito. Durante le battaglie con i boss il terreno scompare, quindi, nonostante la nave e le bombe reagiscano alla presenza di un "terreno invisibile", non si può più essere danneggiati da esso.
Tutti gli animali meccanici che assistono il giocatore (sempre in forma robot) si uniscono ad esso quando si trasforma in navicella, combinando così la potenza di fuoco. I quattro livelli di cui si compone Exzisus, che una volta completati si ripeteranno con l'aumento della difficoltà (il gioco non ha un finale), contengono checkpoint e una mappa su schermo permette di tenere traccia del punto esatto a cui si è arrivati. Oltre a distruggere ondate di nemici, ci sono anche sezioni ad ostacoli, come asteroidi e blocchi di ghiaccio, che il giocatore dovrà evitare o anche colpirli per non prendere danno. Quando si arriva alla parte del boss, la mappa viene sostituita dalla barra vitale del nemico in questione. Ogni 100000 punti si ottiene una vita extra. 